# Ghiozdan

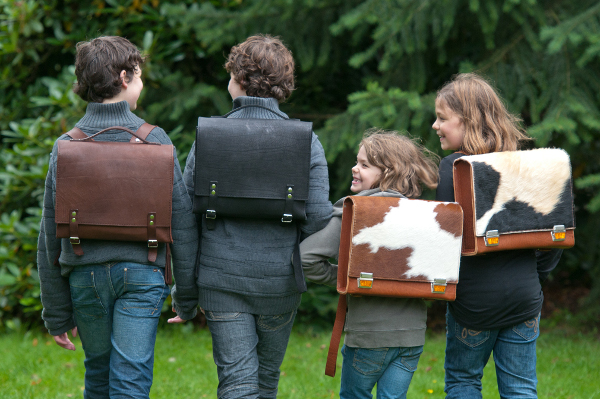
Copii purtând ghiozdane

Un ghiozdan este un tip de geantă sau rucsac care se poartă pe spate cu ajutorul unor curele. Se utilizează frecvent de elevi pentru a transporta confortabil diverse obiecte precum cărți, caiete, instrumente de scris, echipament electronic sau alte obiecte personale. Cureaua este adesea purtată astfel încât să traverseze în diagonală corpul, cu geanta atârnând pe șoldul opus, mai degrabă decât să atârne direct în jos de pe umăr. Spatele unui ghiozdan se extinde pentru a forma o clapă care se pliază pentru a acoperi partea superioară și se fixează în față. Spre deosebire de servietă, un ghiozdan are fețe moi.

## Geantă pentru școală
Ghiozdanul a fost un accesoriu tipic al studenților englezi de secole, așa cum se atestă în celebrul monolog al lui Shakespeare, „Toată lumea este o scenă”. Ghiozdanul în stil tradițional Oxford și Cambridge are o husă simplă cu clapă frontală. Variațiile includ modele cu un buzunar simplu sau dublu în față și, uneori, un mâner în partea de sus a genții. Clasicul ghiozdan de școală avea adesea două curele, astfel încât să poată fi purtat ca un rucsac, designul având curelele venind în V din centrul spatelui genții, mai degrabă decât curele separate pe fiecare parte.

## În modă
Ghiozdanul a devenit un accesoriu de modă în ultimele două decenii, odată cu proliferarea genților de mână în formă de ghiozdan și a altor accesorii de la diferite mărci, cum ar fi Cambridge Satchel Company.